# SSフォルゴーレ・ファルチャーノ
ソシエタ・スポルティバ・フォルゴーレ・ファルチャーノ・カルチョ（イタリア語: Società Sportiva Folgore/Falciano Calcio）は、サンマリノ・セラヴァッレのファルチャーノをホームタウンとするサッカークラブ。

## 歴史
ファルチャーノは1972年に創設された。2000年、サンマリノのサッカークラブとして初めて、欧州カップ戦（UEFAカップ）に出場した（サンマリノは2000-01シーズンにUEFAカップ、2007-08シーズンにUEFAチャンピオンズリーグ出場枠を得た）。予選ラウンドでバーゼルと対戦し、アレッサンドロ・ザノッティがホームの試合で初ゴールを記録した。
2007年12月25日、クリスマスの日に偉大な会長だったフランチェスコ・マリア・プロスペリーニが亡くなった。フランツの愛称で呼ばれた元会長は、70年代にサッカー選手としてファルチャーノに入り、90年代半ばに会長に就任した。クラブは彼と共に3回のカンピオナート・サンマリネーゼ優勝、2回のトロフェオ・フェデラーレ優勝を果たし、UEFAカップに出場した。
2015年、コッパ・ティターノ決勝でムラタに5-0で勝利し、初優勝を果たした。また、カンピオナート・サンマリネーゼでも15シーズンぶり通算4回目の優勝を果たし、サンマリノ・ダブルを達成した。

## タイトル
- カンピオナート・サンマリネーゼ：5回
  - 1996-97, 1997-98, 1999-2000, 2014-15, 2020-21
- コッパ・ティターノ：1回
  - 2014-15
- トロフェオ・フェデラーレ：2回
  - 1997, 2000

出典

## 欧州の成績
| シーズン | 大会                               | ラウンド     | 対戦相手                     | ホーム | アウェー | 合計 |  |
| -------- | ---------------------------------- | ------------ | ---------------------------- | ------ | -------- | ---- |  |
| 2000-01  | UEFAカップ                         | 予選         | バーゼル                     | 1-5    | 0-7      | 1-12 |  |
| 2014-15  | UEFAヨーロッパリーグ               | 予選1回戦    | ブドゥチノスト・ポドゴリツァ | 1-2    | 0-3      | 1-5  |  |
| 2015-16  | UEFAチャンピオンズリーグ           | 予選1回戦    | ピュニク                     | 1-2    | 1-2      | 2-4  |  |
| 2016-17  | UEFAヨーロッパリーグ               | 予選1回戦    | AEKラルナカ                  | 1-3    | 0-3      | 1-6  |  |
| 2017-18  | UEFAヨーロッパリーグ               | 予選1回戦    | バレッタ                     | 0-1    | 0-2      | 0-3  |  |
| 2018-19  | UEFAヨーロッパリーグ               | 予選ラウンド | UEエンゴルダニ               | 1-1    | 1-2      | 2-3  |  |
| 2021-22  | UEFAチャンピオンズリーグ           | 予備予選     | プリシュティナ               | 0-2    | 0-2      | 0-2  |  |
| 2021-22  | UEFAヨーロッパカンファレンスリーグ | 予選2回戦    | ヒバーニアンズ               | 1-3    | 2-4      | 3-7  |  |